# 오늘은 즐거운 가요!
오늘은 즐거운 가요!는 TBC Dream FM에서 진행하는 대구·경북 전지역에 송출되는 새벽 트로트 전문 라디오 프로그램이다. 진행자는 TBC 캐스터 김대진이며, 비시즌 매일 새벽 6시부터 아침 7시까지다.

## 프로그램 개요
- 저녁시간 흥겹고 즐거운 성인가요, 트로트와 함께 하루의 피로와 스트레스를 날려보낸다.!!!!